# St.-Nikolaus-Kirche auf Askolds Grab
Koordinaten: 50° 26′ 39″ N, 30° 33′ 5″ O

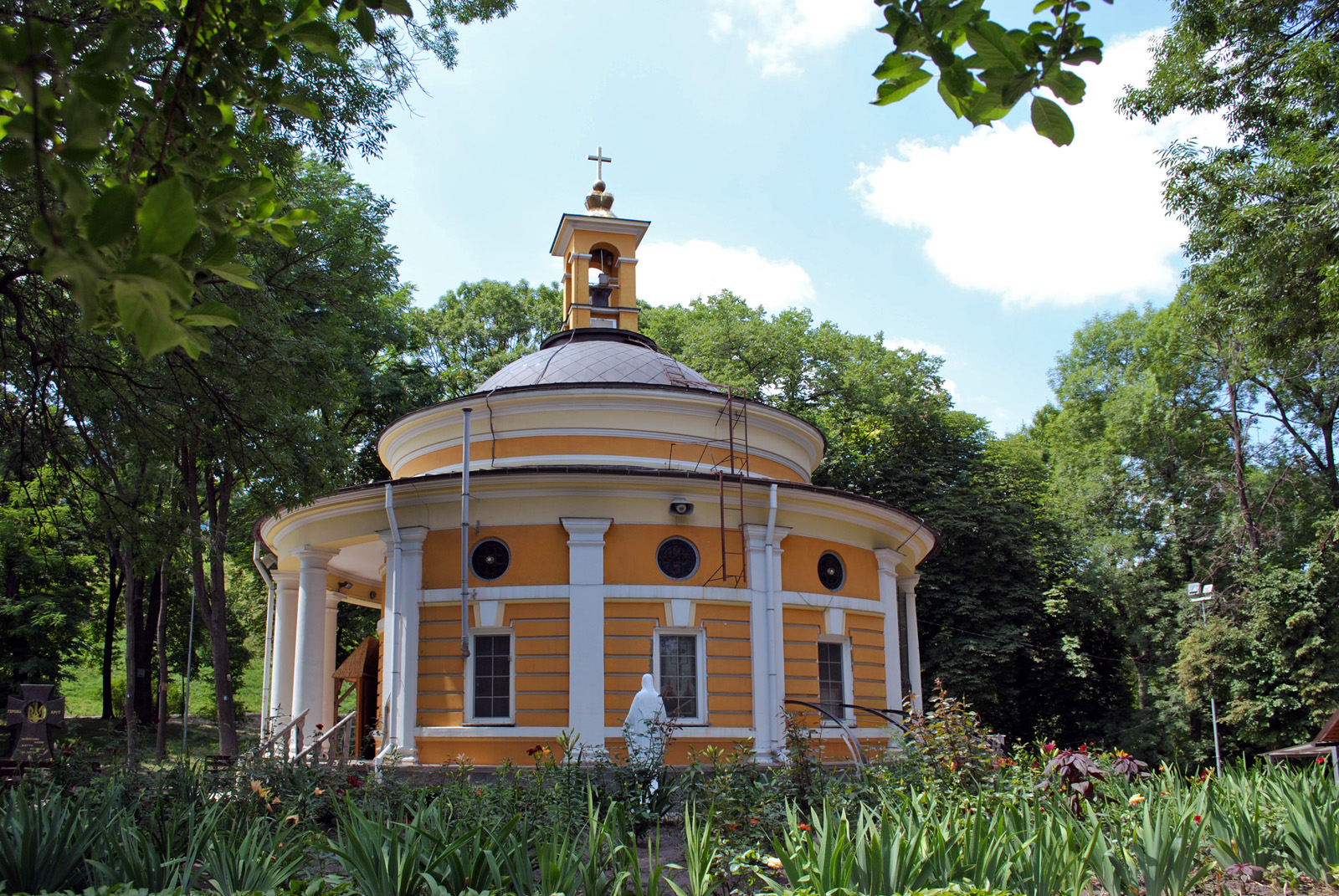
St.-Nikolaus-Kirche auf Askolds Grab

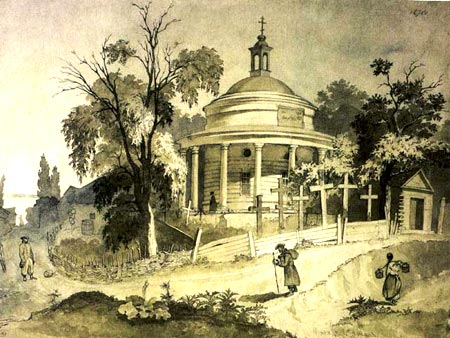
Askolds Grab; Gemälde von Taras Schewtschenko, 1846

Die St.-Nikolaus-Kirche auf Askolds Grab (ukrainisch Церква Святого Миколая на Аскольдовій могил Zerkwa Swjatoho Mykolaja na Askoldowij mohyl) ist ein ukrainisch-griechisch-katholisches Kirchengebäude im Park „Askolds Grab“ (Аскольдова могила) in der ukrainischen Hauptstadt Kiew.
Der Architekt der von 1809 bis zum 1. September 1810 im klassizistischen Stil erbauten und 8000 Rubel teuren Pavillonkirche war der Russe Andrei I. Melenski, der auch die Christi-Geburt-Kirche in Kiew errichtete.
Der Legende nach soll der Kirchenbau der Erzeparchie Kiew, in Nachfolge einiger Vorgängerkirchen, auf dem Grab des Waräger-Fürsten Askold stehen.